# Pick Me Up
Pick Me Up (br: Estrada Da Morte) é o décimo primeiro episódio da primeira temporada da série televisiva Masters of Horror de 2005. Foi escrito por David Schow e dirigido por Larry Cohen.

## Sinopse
Um ônibus em viagem quebra numa rodovia desolada, deixando seus passageiros sem lenço sem documento. E o destino insólito desenha, ali, o encontro entre Wheller (Michael Moriarty), um serial killer que gosta de matar caronistas, e Walker (Warren Kole), um caronista que se diverte matando quem lhe ofereça carona. Pegos de surpresa estre estes dois tipos que circulam entre a morte e a destruição, os passageiros não podem confiar em ninguém e terão que escolher muito bem seus aliados, ou se tornarão mais uma vítima deste bizarro jogo mortal.

## Elenco
- Fairuza Balk .... Stacia
- Michael Moriarty .... Jim Wheeler
- Warren Kole .... Walker
- Laurene Landon .... Birdy
- Malcolm Kennard .... Danny
- Tom Pickett .... Bus Driver
- Peter Benson .... Deuce
- Kristie Marsden .... Marie
- Michael Eklund .... Cashier
- Paul Anthony .... Stoney
- Crystal Lowe .... Lily
- Michael Petroni .... Ambulance Attendant
- Mar Andersons .... Ambulance Driver